# Bălteni, Vaslui
Bălteni este satul de reședință al comunei cu același nume din județul Vaslui, Moldova, România.

## Istoric
Prima atestare documentară a satului datează de la 12 ianuarie 1415, de pe timpul lui Alexandru cel Bun, Iliaș și Ștefan al II-lea. Dar sunt documente care ar atesta că la origine, localitatea ar data încă din anii 900 D.Hr. (cu numele de Richia). De unde si prima biserică catolică  cu același nume construitaa se pare prin anii 120? demolata in anii 1370 ce se află în zona dintre dealurile Pristei Vechi. Documentele ce atesta acestă lucru ar aparține și s-ar afla (în mâinile) descendenților familiei Racovita. Teritoriile din zonă au fost ocupate de-a lungul timpului de uzi, alani, tatari, si nu în sfârșit de cumani, care se presupune că ar fi la originea legală a înfiintării localității, între anii 1100-119(?).
Satul Bălteni se pare că la a fost origine format prin invazia cumanilor si populatie. În jurul anilor 1200 nu era mai mare de 200 de locuitori, la baza a fost un sat catolic 100%, avand in veedere ca în Moldova in acel timp activa episcopatul cuman, care in anii 1227 a fost pus sub protectoratul Ungariei.
(Data exacta a anilor : nu sunt date cu exacitate)

 Acest articol despre o localitate din județul Vaslui este deocamdată un ciot. Puteți ajuta Wikipedia prin completarea lui.